# Oconnorella cambrensis
Oconnorella cambrensis är en ringmaskart som först beskrevs av O'Connor 1963.  Oconnorella cambrensis ingår i släktet Oconnorella, och familjen småringmaskar. Arten är reproducerande i Sverige.